# Le Paquebot (immeuble d'habitation)
Le Paquebot est le surnom d'un immeuble construit au XXe siècle, situé dans le 15e arrondissement de Paris, en France.

## Historique
Pierre Patout, l'architecte de l'immeuble, fut chargé d'aménager l'intérieur de trois grands navires transatlantique durant les années 1930. Inspiré par ces expériences, et contraint d'utiliser une parcelle étroite (de 2,4 m à 10 m), il réalisa cet immeuble de 70 appartements en 1934. Les duplex situés sur le toit évoquent les cheminées des gros bateaux de l'entre-deux-guerres et les différents balcons rappellent leurs coursives. Le premier étage est également constitué d'appartements en duplex. À la proue de l'immeuble, se situe un triplex dans lequel l'architecte a habité.
L'immeuble est situé au 3 boulevard Victor, dans le 15e arrondissement de Paris.
L'immeuble est inscrit au titre des monuments historiques par arrêté du 12 juin 1986.
Cet immeuble présente un bas-relief sculpté par Alfred Janniot (placé au-dessus de l'entrée principale) ainsi que des ferronneries réalisées par Raymond Subes. Solange Bertrand, artiste peintre, y posséda un atelier.
Le 8 juillet 2020, un arrêté de classement est signé par le ministère de la Culture pour protéger les façades et les toitures, les parties communes intérieures et l’étage noble subsistant de l’ancien appartement de Pierre Patout.